# Wichmann (Bir Seba)
Wichmann war Titularbischof von Bir Seba. Er trat als Weihbischof im Erzbistum Bremen und 1449 im Bistum Cammin auf. 
Im Jahre 1446 wurde er bei einem Aufenthalt im Kloster Zehden in der Neumark von neumärkischen Mannen beraubt. Zu diesem Vorfall sind Briefe des Hochmeisters des Deutschen Ordens, Konrad von Erlichshausen, überliefert. Damals war Bischof Wichmann Vikar des Erzbischofs von Bremen.  
Im Bistum Cammin wurde Bischof Wichmann im Jahre 1449 als Weihbischof genannt, also unter dem Camminer Bischof Henning Iven. 
Noch zu Lebzeiten von Bischof Wichmann wurde am 16. August 1448 ein gewisser Johannes zum Titularbischof von Bir Seba ernannt. Damit dürfte aber keine Absetzung von Bischof Wichmann gemeint gewesen sein; vielmehr hat man es bei der Kurie mit der Vergabe der Titularbistümer nicht immer genau genommen. 